# Svěření dítěte do péče jiné osoby
Svěření dítěte do péče jiné osoby dříve upravoval zákon č. 94/1963 Sb. o rodině, ten však byl od 1. ledna 2014 nahrazen zákonem č. 89/2012 Sb., občanským zákoníkem. Dle občanského zákoníku je dítě je svěřeno do péče jiné fyzické osoby, než je rodič v případě, vyžaduje-li to zájem dítěte a pokud o dítě nemůže pečovat žádný z rodičů ani poručník. Svěření dítěte do osobní péče pečující osoby nenahrazuje pěstounskou péči, předpěstounskou péči ani péči, která musí předcházet osvojení. Má přednost před péčí o dítě v ústavní výchově. Nespornou výhodou svěření dítěte do péče jiné osoby je fakt, že je dítě povětšinou v původní rodině u osob, které zná a ke kterým má důvěru.

## Pečující osoba
Pokud se jedná o výběr osoby, které bude dítě svěřeno, soud zpravidla upřednostňuje příbuzné dítěte, ale pouze s podmínkou, je-li to v souladu se zájmy dítěte. Svěření dítěte do péče jiné osoby se nejčastěji využívá, pokud je dítě předáváno do péče svých prarodičů nebo jiných příbuzných. Pečující osoba musí skýtat záruky řádné výchovy, mít bydliště na území České republiky a také je zapotřebí jejího souhlasu se svěřením dítěte do jeho péče. Další práva a povinnosti pečující osoby budou vymezeny soudem nebo se přiměřeně použijí ustanovení o pěstounství.

## Výživné na svěřené dítě
Dle § 956 občanského zákoníku je rozsah výživného, které rodiče budou platit pečující osobě, stanoven soudem. Při rozhodování, o jakou půjde částku, soud rozhoduje s ohledem na možnosti, schopnosti a majetkové poměry rodičů. To může být poněkud problematické z toho důvodu, že tato částka mnohdy nepokrývá potřebné náklady spojené s výživou dítěte ze strany pečující osoby nebo rodiče neplní svoji vyživovací povinnost.

## Příjem pro pečující osobu
V případech, že pečovatel přijme dítě do 7 let věku, může mu vzniknout nárok na peněžitou pomoc v mateřství, které trvá po dobu 22 týdnů, ale pouze v případě, že jsou splněny zákonem stanovené podmínky. Dále pečovatelé mají nárok na rodičovský příspěvek do 4 let věku dítě, a do 7 let věku dítěte, pokud je zdravotně znevýhodněné.

## Postup při svěření dítěte do péče jiné osoby
Návrh na svěření do péče může k soudu podat osoba, která chce dítě do péče svěřit. Soud však může také řízení o svěření do péče zahájit i bez návrhu například z podnětu obce s rozšířenou působností, proto je výslovnou podmínkou, že osoba musí se svěřením do své péče souhlasit.